# Habitat (Nayt)
Habitat è il settimo album in studio del rapper italiano Nayt pubblicato il 16 giugno 2023 dall'etichetta Columbia.  Conclude una trilogia iniziata con l'album Mood.

## Descrizione
Anticipato dal singolo Provare qualcosa, pubblicato una settimana prima dell'uscita del disco. Il titolo dell'album era già stato accennato, seppur sempre in modo velato, varie volte, ossia nei due album Mood e Doom, specialmente nelle tracce Musica ovunque, Doom e (partenza).
I temi trattati nell'album passano dall'amore a fatti personali come sogni, ambizioni e il voler scoprire chi si è davvero. Tutte le produzioni sono curate dal producer 3D, l'ultima traccia Wertigini invece è stata curata da Orang3.
Il brano No more drama presenta forti influenze jazz, marcate da frequenti lick di chitarra sullo stile di chitarristi come George Benson.
Il brano Se ne va, una delle tracce dell'album più apprezzate e virali sui social, è una ballata introspettiva su uno stile tendente all'indie pop, in cui gli strumenti predominanti sono la voce e la chitarra acustica.
Il 4 agosto 2023 l'album viene ripubblicato con una canzone aggiunta, Fatto da sooooolo.

## Tracce
Testi di William Mezzanotte, musiche di Davide D'Onofrio e Walter Babbini, eccetto dove indicato.
1. Fragile – 3:32 (musica: Davide D'Onofrio, Walter Babbini, Valerio Sisti)
2. Guerra dentro – 2:58
3. Cazzi miei – 2:24
4. Tutto normale – 2:50
5. Cosa conta davvero – 2:49
6. Romantico finale – 3:47
7. Un'idea – 2:02
8. Se ne va – 2:44
9. Provare qualcosa – 2:43
10. L'equazione - interludio – 1:16
11. No more drama – 2:36
12. Solo domande – 2:37
13. Wertigini – 2:39 (musica: Daniele Dezi)

### Riedizione digitale
1. Fatto da sooooolo – 2:56